# Hohenwestedt
Hohenwestedt est une commune d'Allemagne située dans l'arrondissement de Rendsburg-Eckernförde (Schleswig-Holstein).

## Histoire

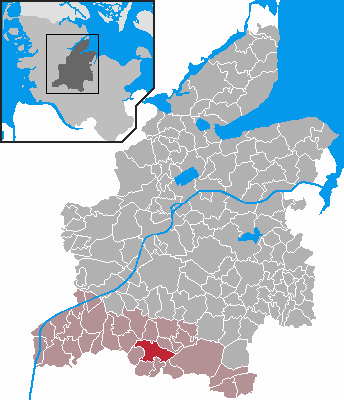
Situation de la commune dans l'arrondissement de Rendsburg-Eckernförde.

Hohenwestedt a été mentionnée pour la première fois dans un document officiel en 1217 sous le nom de Wetsstede.

## Jumelages
- Billund (Danemark)
- Müncheberg (Allemagne)